# Merry Christmas Baby/Run Rudolph Run
Merry Christmas Baby/Run Rudolph Run è un singolo di Chuck Berry pubblicato dalla Chess Records nel 1958.

## Descrizione
Il disco contiene due brani natalizi che non vennero inclusi in nessun album: Merry Christmas Baby è la cover di una canzone incisa nel 1947 dal gruppo vocale Johnny Moore's Three Blazers, mentre il lato B, diventato molto noto negli anni successivi, venne inciso per la prima volta da Chuck Berry in questo disco.

## Tracce
LATO A
1. Merry Christmas, Baby – 2:26 (testo: Lou Baxter – musica: Johnny Moore)

LATO A
1. Run Rudolph Run – 2:18 (testo: Johnny Marks – musica: Marvin Brodie; edizioni musicali Chuck Berry Music)